# Euphorbia tortistyla
Euphorbia tortistyla är en törelväxtart som beskrevs av Nicholas Edward Brown. Euphorbia tortistyla ingår i släktet törlar, och familjen törelväxter. Inga underarter finns listade i Catalogue of Life.